# Cmentarz żydowski w Białymstoku (ul. Bema)
Cmentarz żydowski w Białymstoku – nieistniejący cmentarz żydowski znajdujący się w Białymstoku między ulicami Młynową, Józefa Bema i Stefana Wyszyńskiego. Obecnie na terenie cmentarza nie znajdują się żadne nagrobki.

## Historia
Cmentarz został założony w 1830 roku ze względu na epidemię cholery jaka dotknęła Białystok w tym czasie. Ze względu na zapełnienie cmentarz został zamknięty do celów pochówkowych w 1892 roku. Podczas II wojny światowej kirkut został zdewastowany przez hitlerowców. Po zakończeniu wojny cmentarz przez wiele lat stał opuszczony. Pod koniec lat 60. XX wieku władze miejskie wydały decyzję o likwidacji cmentarza i przeznaczenie jego terenu pod targowisko.
Pod koniec lat 90. na terenie nekropoli rozpoczęto budowę budynku Zakładu Ubezpieczeń Społecznych, który ukończono w 2001 roku. W tym samym roku przy budowie parkingu dla ZUS-u znaleziono ludzkie szczątki. Mimo licznych protestów środowiska żydowskiego w Polsce prac nie zaprzestano.
87 kawałków kości, w tym 57 szkieletów trafiło do prosektorium zakładu medycyny sądowej, gdzie spoczywały przez 6 lat. Ówczesne władze miasta nie zgadzały się na pogrzebanie szczątków w tym miejscu, gdzie zostały znalezione i zalecały przeniesienie ich na cmentarz żydowski przy ulicy Wschodniej. Powodem tego był brak planów zagospodarowania przestrzennego terenu przy ulicy Bema oraz nakazy judaizmu, mówiące że kości muszą pozostać na miejscu, w którym zostały pochowane.
Obecnie pozostałości macew można dostrzec przy domostwach okolicznych mieszkańców. Niedawno na miejscu cmentarza ustawiono tabliczkę pamiątkową, informującą o dawnym przeznaczeniu terenu.

### Ponowny pogrzeb
28 października 2007 roku na dzikim trawniku w pobliżu siedziby ZUS doszło do uroczystości pogrzebowej, podczas której pochowano odnalezione w 2001 roku ludzkie szczątki z tego cmentarza. Uroczystości przewodniczył naczelny rabin Polski Michael Schudrich oraz przedstawiciele Gminy Wyznaniowej Żydowskiej w Warszawie.
Na początku przez kilka godzin ostrożnie kopano mogiłę, gdzie natrafiono na kilka ludzkich szczątków. Następnie kości w dwóch drewnianych skrzyniach oraz odkopane w tym dniu szczątki złożono w dole. W trakcie ceremonii rabin odśpiewał psalmy za dusze zmarłych.

### Współczesne zagospodarowanie cmentarza
W miejscu pochówku urządzono zielony skwer ze ścieżkami układającymi się w gwiazdę Dawida i tablicą z archiwalnym zdjęciem.
Cmentarz przy ulicy Bema jest jednym z punktów otwartego w czerwcu 2008 r. Szlaku Dziedzictwa Żydowskiego w Białymstoku opracowanego przez grupę doktorantów i studentów UwB – wolontariuszy Fundacji Uniwersytetu w Białymstoku.